# Das Inselduell
Das Inselduell (alternativ Das Inselduell – Nur einer kommt durch!) war eine Reality-Show, die ab dem 3. Juli 2000 auf Sat.1 bis Ende August 2000 ausgestrahlt und von Holger Speckhahn moderiert wurde. Auf der malayischen Insel Simbang im südchinesischen Meer wurden neun Folgen produziert. 

## Ablauf
Eine Gruppe von Frauen und Männern, die zwischen 20 und 50 Jahren alt sein sollten, wurde nach körperlicher Belastbarkeit, Fitness, Eloquenz und Fernsehtauglichkeit ausgewählt. Möglichst unterschiedliche Berufsgruppen und Temperamente sollten aufeinandertreffen. Die ausgewählten 13 Teilnehmer wurden sodann auf eine einsame Insel fernab der Zivilisation verfrachtet. Ziel der Show war es, das Überleben in freier Natur jenseits der Zivilisation und ohne aufwendige technische Hilfsmittel zu erproben und auszutesten, wie man damit zurechtkommt.
Neun Folgen lang beobachteten Kameras die Entwicklung der Kandidaten vom Kennenlernen bis zum Abschied. Verfolgt wurde ihr Umgang miteinander und wie sie den oft mühseligen Alltag gemeinsam oder auch allein bewältigten. In jeder Folge musste mindestens ein Teilnehmer die Insel verlassen. Gemeinsam und offen wurde abgestimmt, ähnlich dem Nominierungssystem der RTL-II-Show Big Brother, wer am wenigsten in die Gruppe passe und deshalb gehen müsse. Es kam zu teils hitzigen, emotionalen Debatten, an deren Ende derjenige, für den die meisten gestimmt hatten, gehen musste, bis schließlich nur noch vier Insulaner übrig waren.
Das Inselduell unterschied sich jedoch deutlich von der Reality-Show Ich bin ein Star – Holt mich hier raus!, da es nicht mit Prominenten, sondern mit unbekannten Teilnehmern produziert wurde, die sich für die Teilnahme an der Show beworben hatten. Zudem sollten die Kandidaten – im Gegensatz zur vorgenannten Show – Aufgaben bewältigen, die zeigten, dass sie imstande sind das Leben auch an einem solch unwägbaren Ort in freier Natur zu meistern. Sie wurden nicht mit solch ekelerregenden Aufgaben konfrontiert, wie etwa etwas zu essen, was in ihrem Kulturkreis eher nicht dazu bestimmt ist.
Die Teilnehmer konnten in den einzelnen Wettkämpfen entweder materielle Preise gewinnen oder aber Immunität erlangen, die sie bei der anstehenden Nominierung davor schützte, nach Hause geschickt zu werden. Auch besondere und nicht allen gewährte Vergünstigungen forderten die Teilnehmer psychisch und emotional und stellten ihre Teamfähigkeit immer wieder auf die Probe. In der letzten Sendung qualifizierten sich die vier letzten Insulaner in zwei Zweiergruppen für die Schlussrunde, und das siegreiche Paar trat zum finalen Wettkampf gegeneinander an.

## Sieger
Zum Ende der Show wurde in Berlin ein Review unter dem per Telefon abstimmenden Publikum zwischen den verbliebenen Finalisten Michael (32) aus Garmisch-Partenkirchen und Stefanie (38) aus Hamburg durchgeführt, das der Elektroniker gegen die Kauffrau für sich entscheiden konnte. Die Schatztruhe mit 250.000 Mark war sein Lohn.

## Eklat
Der Deutsche Tierschutzbund erhob Strafanzeige gegen Senderchef Fred Kogel und fünf der Kandidaten, da letztgenannte eine Echse getötet hatten, um sie zu essen. Warane gehören zu den laut Washingtoner Artenschutzübereinkommen geschützten Tieren.

## Erfolg
Der Sender selbst wertete seine erste Realityshow als „großen Erfolg“ und zeigte sich zufrieden mit dem Verlauf. Der von Sat.1 angestrebte Marktanteil von 20 Prozent unter den 14- bis 49-Jährigen belief sich in der letzten Sendung auf einen solchen von 18,6 Prozent (2,24 Millionen Zuschauer) in dieser Gruppe.
Entgegen der eigenen Ankündigung entschied sich Sat.1, dass es keine zweite Staffel des Inselduells geben werde, da man dem Markt nicht mehr traue.

## Kritik
Vorgeworfen wurde den Verantwortlichen, dass die Sendung „ganz ungeniert auf Mobbing und Voyeurismus“ setze, und man die Kandidaten in der als „letztes großes Abenteuer der Welt“ angepriesenen Sendung mit „konstantem Psychodruck“ von der Insel habe vergraulen wollen.